# Commissariat à l'énergie atomique et aux énergies alternatives
Pour les articles homonymes, voir CEA.
Le Commissariat à l'énergie atomique et aux énergies alternatives (CEA) est un organisme divers d'administration centrale (ODAC) de recherche scientifique français dans les domaines de l’énergie, de la défense, des technologies de l'information et de la communication, des sciences de la matière, des sciences de la vie et de la santé, implanté sur dix sites en France,. Historiquement dénommé Commissariat à l'énergie atomique (CEA), il a changé de nom en 2010 en élargissant son champ aux énergies alternatives, tout en conservant son sigle.
Les principaux centres de recherche du CEA sont le centre de recherche CEA Paris-Saclay (Essonne) et le centre de Fontenay-aux-Roses (Hauts de Seine), le site de Marcoule (Gard), le centre de Cadarache (Bouches du Rhône), le centre de Grenoble (dans l'Isère), le centre Le Ripault (près de Tours). Le centre de Saclay se trouve au cœur du pole de compétitivité technologique Paris-Saclay. Le centre de Grenoble se trouve au cœur du polygone scientifique.
Le CEA est un organisme de recherche classé en établissement public à caractère industriel et commercial (EPIC). Il a pour mission principale de développer les applications de l'énergie nucléaire dans les domaines scientifique, industriel, et de la défense nationale. Fin 2022, il emploie + de 21 000 salariés, pour un budget annuel de 5,8  milliards d'Euros .

## Organisation
Le Commissariat à l'énergie atomique et aux énergies alternatives, « CEA », est défini par l'article L. 332-1 du code de la recherche comme un établissement à caractère scientifique, technique et industriel. Il a le statut d'EPIC (établissement public à caractère industriel et commercial), et son organisation est décrite par le décret no 2016-311 du 17 mars 2016 relatif à l'organisation et au fonctionnement du Commissariat à l'énergie atomique et aux énergies alternatives. Il est placé sous la tutelle des ministres chargés de l'énergie, (MTE) de la recherche (MESRI), de l'industrie (MEFR) et de la défense (MINARM).
Il dispose d'une organisation matricielle composée de directions opérationnelles et de directions fonctionnelles.
Les quatre grandes directions opérationnelles sont :
- Direction des énergies - DES (Philippe Stohr[9]) depuis septembre 2018 ;
- Direction des applications militaires - DAM (Jerôme Demoment, depuis 2024) ;
- Direction de la recherche technologique - DRT/CEA tech (Julie Galland, depuis 2023) ;
- Direction de la recherche fondamentale - DRF (Anne-Isabelle Etienvre, depuis 2023).

L'organisme dispose également de neuf directions fonctionnelles :
- Direction financière et des programmes - DFP ;
- Direction des achats et des partenaires stratégiques - DAPS ;
- Direction de la sécurité et de la sûreté nucléaire - DSSN ;
- Direction juridique et du contentieux - DJC ;
- Direction des systèmes d'information - DSl ;
- Direction de la communication - DCom ;
- Direction des ressources humaines et des relations sociales - DRHRS ;
- Direction des relations internationales - DRl ;
- Direction de I'audit, des risques et du contrôle interne - DARCI.

## Historique

### De 1945 à 1968

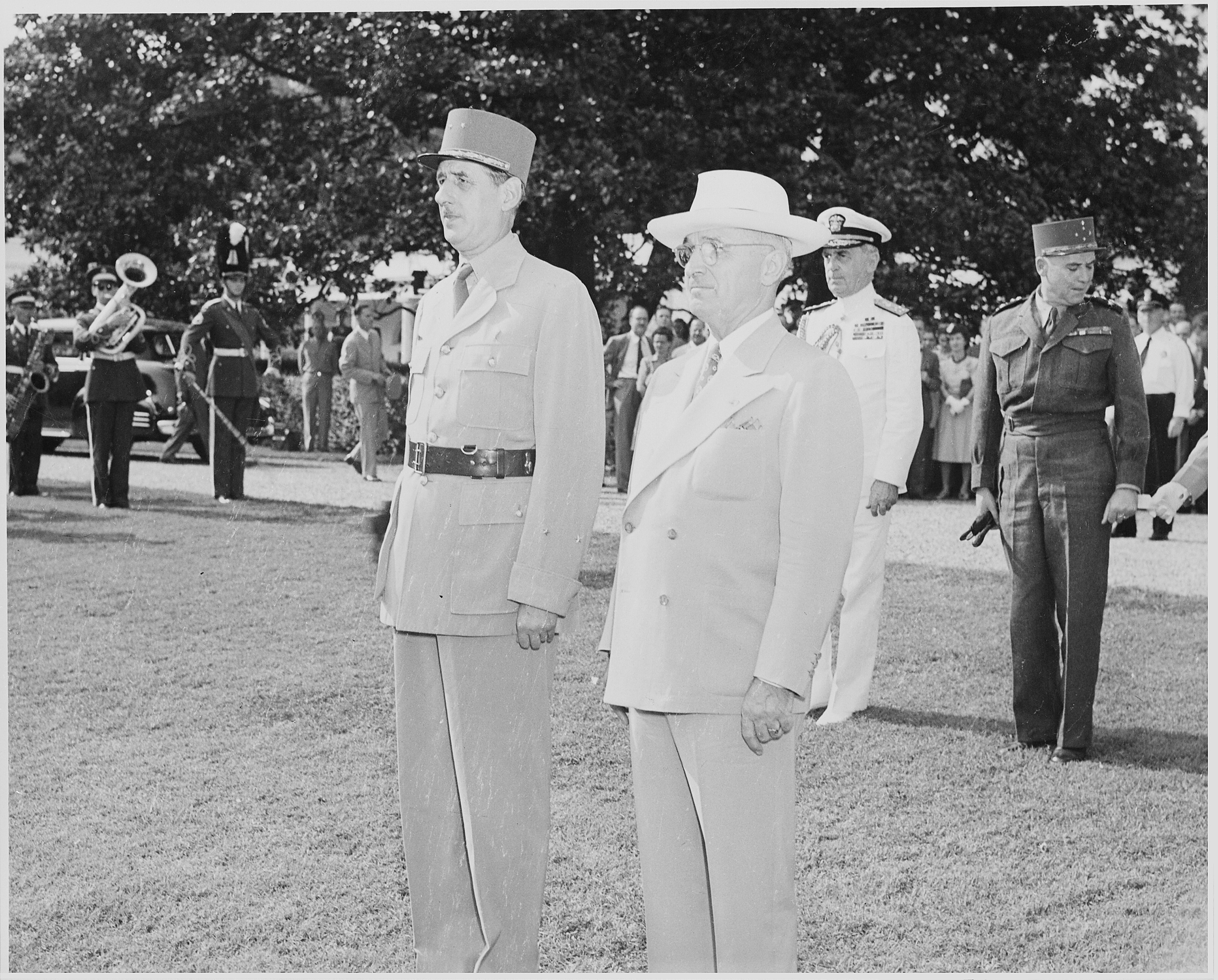
Le général de Gaulle et le président américain Truman, 22 août 1945

Les 6 et 9 août 1945, deux bombes atomiques américaines sont larguées sur Hiroshima et Nagasaki au Japon. Quelques jours plus tard, le général de Gaulle, alors Président du gouvernement provisoire, rencontre le président américain Harry S. Truman à Washington. Il racontera dans son ouvrage autobiographique Mémoires de guerre « [être] alors saisi par l'impression qu'une activité dévorante et un intense optimisme emportaient toutes les catégories ».
En septembre 1945, le général de Gaulle demande au directeur du CNRS, Frédéric Joliot-Curie et à Raoul Dautry, alors ministre de la Reconstruction et de l'Urbanisme, de mettre en place un organisme de recherche consacré à l'énergie atomique.
Le Commissariat à l'énergie atomique (CEA) est créé le 18 octobre 1945 par Charles de Gaulle avec à sa tête Frédéric Joliot-Curie (haut-commissaire à l’Énergie atomique) et Raoul Dautry (administrateur général). Cet organisme est destiné à poursuivre des recherches scientifiques et techniques en vue de l’utilisation de l’énergie nucléaire dans les domaines de la science (notamment les applications médicales), de l’industrie (électricité) et de la défense nationale. Cet organisme est placé sous l’autorité directe de la présidence du Conseil, ses finances ne faisant l’objet que d’un contrôle a posteriori par le ministère des Finances.
En janvier 1946 sont désignés les premiers membres du CEA : Pierre Auger, Irène Curie, Francis Perrin et le général Paul Dassault, qui seront rejoints quelques mois plus tard par Lew Kowarski, Bertrand Goldschmidt, Jules Guéron et Pierre Biquard. En juillet 1946, les premiers membres du personnel du CEA prennent possession du fort de Châtillon, premier centre de recherche du CEA situé à proximité de Paris. À la même époque, le CEA s'installe aussi dans une enclave de la Poudrerie du Bouchet pour effectuer les opérations de raffinage des concentrés de minerai d'uranium qui viennent d'Afrique. L'uranium purifié dans l'usine du Bouchet est utilisé dans le fort de Châtillon pour constituer la pile Zoé, pile atomique à eau lourde construite par l’équipe de Joliot-Curie, qui diverge en 1948. L'année suivante est extrait le premier milligramme de plutonium du combustible usé de Zoé à l'usine du Bouchet.
Joliot-Curie, qui est membre du Parti communiste français (PCF), lance l'appel de Stockholm contre la bombe atomique. En avril 1950, il est révoqué de son poste de haut-commissaire par Georges Bidault. Francis Perrin le remplace. L'influence du PCF reste néanmoins forte au sein des employés du CEA qui décident, en 1954, de rédiger une pétition s'opposant à toute visée militaire. Celle-ci réunit 665 signatures parmi les agents du CEA.
En 1952, le centre d’études nucléaires de Saclay est ouvert sur un terrain de 271 hectares en plein plateau de Saclay, où cette même année sont mis en service le successeur de Zoé, le réacteur EL2 (Eau Lourde no 2), et le premier accélérateur de particules du CEA.
Après le départ de Joliot-Curie, le CEA intensifie ses travaux sur les applications militaires et civiles de l’énergie atomique. Même si le gouvernement n’a pas encore pris officiellement la décision de construire une bombe atomique, tout est mis en œuvre pour se doter des moyens de la construire. En effet, la forte instabilité ministérielle (deux gouvernements par an), ne permettait pas au président du Conseil arrivant de suivre les activités militaires du CEA, qui fonctionnait, sur ce plan, sans contrôle politique véritable : le nouvel arrivant se contentait de reconduire les actions déjà engagées et les budgets qui allaient avec. Un groupe informel composé des généraux Ailleret, Pierre Marie Gallois et Crépin, d'hommes politiques comme Maurice Bourgès-Maunoury, Félix Gaillard, Pierre Guillaumat et Jacques Chaban-Delmas, lui-même ministre de la Défense, ou de scientifiques comme Francis Perrin et Bertrand Goldschmidt, avait décidé que la France devait se doter d'armes nucléaires ; bien organisé et déterminé, ce lobby obtenait facilement l'accord du nouveau président du Conseil pour continuer leurs recherches ; le général de Gaulle était régulièrement informé du progrès des travaux par Chaban-Delmas.

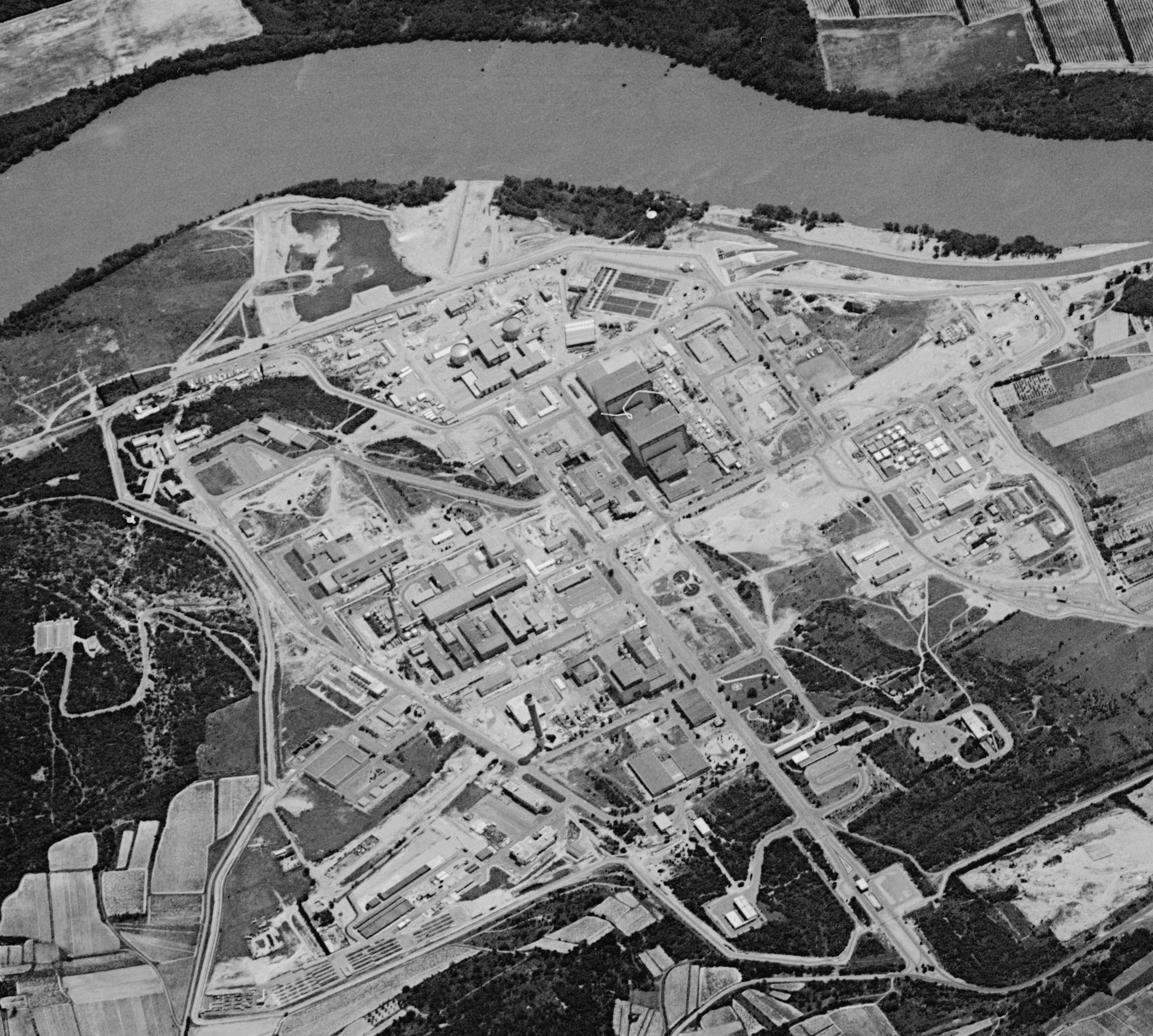
Le site de Marcoule photographié par un satellite américain du programme Corona en 1967.

En 1955, le Bureau d'études générales (BEG) est créé secrètement, chargé du domaine militaire. Il est alors décidé la création d'un site dévoué exclusivement aux applications militaires, choisi entre une partie libre de l'usine du Bouchet, désigné par le code « Bouchet 2 » ou « B2 », et un site sur la commune de Bruyères-le-Chatel, « Bouchet 3 » ou « B3 ». Le second est sélectionné, auquel est rattaché l'annexe D1, et sera suivi par le rattachement des installations de Vaujours puis de Limeil. En 1958, Félix Gaillard, nouveau président du Conseil, prit la décision de fixer le premier essai nucléaire à 1960.
À Marcoule, sont successivement construits pour un usage militaire les réacteurs G1 (1956), G2 (1959) et G3 (1960) de type Uranium Naturel-Graphite-Gaz (UNGG). L'usine d'extraction du plutonium de Marcoule, construite pour extraire le plutonium du combustible usagé, fonctionne à partir de 1958. Le CEA charge la Société de recherches et d'applications techniques (SRAT) de créer un compteur Geiger innovant pour effectuer la prospection d'uranium. Le directeur de la SART, Samuel Langlois-Berthelot propose cette innovation à la direction du CEA qui s'en sert pour trouver les minerais d'uranium indispensables à la construction de la bombe - les prospections se font notamment sur les côtes de Bretagne. À l'aide de ces installations et innovations, le CEA réalise son premier essai nucléaire dans le Sahara en 1960,« Gerboise bleue », deux ans après que la décision officielle ait été prise.
Dans le domaine de la recherche, en 1957, le premier réacteur rapide refroidi au sodium expérimental Rapsodie est construit sur le site de Cadarache (mis en fonction après les prototypes Harmonie et Masurca), ainsi que le Tore TA 2000 à Fontenay-aux-Roses visant à donner une application civile à la fusion nucléaire.
En 1958, le CEA lance à la fois la construction de l'usine de raffinage de l'uranium de Malvési et de l'usine militaire de Pierrelatte pour l'enrichissement de l'uranium nécessaire à la fabrication de la bombe atomique.
Puis le CEA collabore avec EDF à la construction des premiers réacteurs d'EDF à Chinon : EDF 1 (1962, 68 MW), EDF 2 (1965, 200 MW) et EDF 3 (1967, 500 MW) de type UNGG.

### De 1968 à 1981
Le 24 août 1968, Canopus, la première bombe H (bombe thermonucléaire ou à hydrogène) française explose à 600 mètres au-dessus de l'atoll de Fangataufa, dans le Pacifique. Sa puissance équivaut à 170 fois celle d'Hiroshima.
La guerre des filières de réacteurs oppose le CEA et EDF : le premier est partisan de la filière française uranium naturel graphite gaz tandis que le second défend la filière des réacteurs à eau pressurisée (Pressurised Water Reactor) du constructeur américain Westinghouse Electric Company. En novembre 1969, la filière UNGG semblant présenter des perspectives d'avenir trop limitées, le gouvernement Jacques Chaban-Delmas tranche en faveur d’EDF et décide la construction d’une centrale à eau pressurisée à Fessenheim.
Au milieu des années 1970, le CEA et toute l'industrie nucléaire profite de l'intensification du développement de l'énergie nucléaire civile engagé par les Présidents Georges Pompidou puis Valéry Giscard d'Estaing. Les activités de production et de traitement de l'uranium sont progressivement détachées du CEA au sein de sociétés anonymes, dont le CEA, et à travers ce dernier l'état français, reste l'actionnaire majoritaire : Comurhex en 1971, Eurodif en 1973 puis en 1976 c'est au tour de la « Direction de la production » qui regroupe les activités de production d'uranium en France et à l'étranger de former la Compagnie générale des matières nucléaires (Cogema). Quatre ans plus tôt en 1972, le Département de construction des piles du CEA a également été externalisé pour devenir la Société technique pour l'énergie atomique (Technicatome).
En 1973, la première centrale prototype réacteur nucléaire à neutrons rapides et à caloporteur sodium Phénix est mise en service à Marcoule. Au printemps, le premier réacteur expérimental à fusion français, le TFR (en configuration tokamak), est mis en service. Il est suivi quelques années plus tard par le Petula et le WEGA (stellarator) localisés au CEA Grenoble.
En 1976, le gouvernement Jacques Chirac passe commande de Superphénix. Le Département de contrôle des risques du CEA fusionne avec le Service central de sûreté des installations nucléaires (SCSIN) dans ce qui deviendra l'Institut de protection et de sûreté nucléaire (IPSN).
En février 1979, est mis en service l'usine Georges-Besse au Tricastin, afin d'enrichir l'uranium nécessaire à la production de combustible pour les réacteurs électro-nucléaires. En novembre de la même année, l'Agence nationale pour la gestion des déchets radioactifs est fondée en tant qu'entité du CEA.

### De 1981 à 2000

Logo jusqu'en 2012

Logo de 2012 à 2022

En 1983 est créée par le troisième gouvernement Pierre Mauroy la société des participations industrielles du commissariat à l'Énergie atomique pour gérer les participations et les filiales du CEA (Framatome, Cogema, TechnicAtome, Eurodif, etc.).
En 1985, la centrale nucléaire de Brennilis, prototype modéré par l'eau lourde, est arrêtée définitivement, tandis que le réacteur à neutrons rapides Superphénix diverge après dix années de construction.
Le 27 janvier 1996 est lancé le dernier essai nucléaire français à Fangataufa. Le 24 septembre 1996, la France signe le traité d’interdiction complète des essais nucléaires et commence immédiatement à démanteler le Centre d'expérimentations du Pacifique, remplacés par le programme Simulation.
En juin 1997, le gouvernement Lionel Jospin français annonce l'abandon de Superphénix.
À la fin des années 1990, de nombreuses modifications sont effectuées au sein de l'organisation du CEA. La Direction des applications militaires est restructurée, conduisant à la fermeture du fort de Vaujours et de la  batterie de Limeil. En 2000, la Direction de l'énergie nucléaire est fondée, par la réunion des anciennes directions des réacteurs nucléaires et celle en lien avec le combustible.

### Depuis 2000

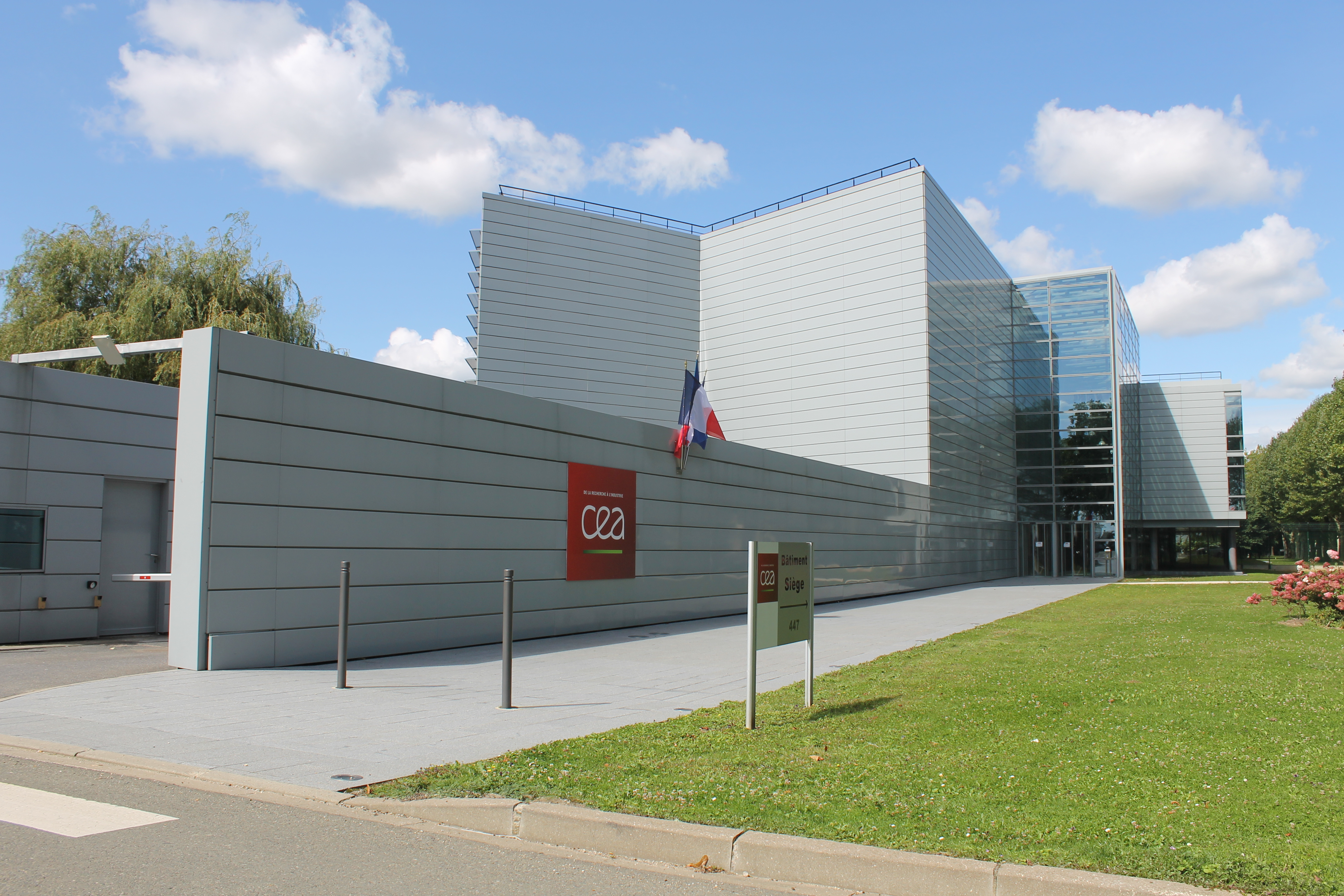
Le siège du centre CEA de Saclay à Gif-sur-Yvette, sur le plateau de Saclay (pôle scientifique Paris-Saclay) en 2014.

En 2001, la filiale CEA Industrie fusionne avec Framatome et la Cogema pour former un nouveau groupe dénommé Areva.
En 2007, le Genoscope et le Centre national de génotypage sont rattachés au CEA au sein d'un nouvel institut dénommé Institut de génomique.
Au début de 2009, le CEA, Intel, le GENCI et l'université de Versailles–Saint-Quentin-en-Yvelines annoncent la création d'un laboratoire commun, Exascale Computing Research, spécialisé dans les logiciels pour les supercalculateurs exaflopiques (soit 1018 opérations en virgule flottante par seconde).
Le 14 décembre 2009, dans son discours sur le Grand emprunt, le président de la République Nicolas Sarkozy annonce que le CEA doit devenir le « commissariat à l'Énergie atomique et aux Énergies alternatives » en réponse à une suggestion de la commission Juppé–Rocard qui préconisait la création d'une Agence pour les énergies renouvelables. Cette décision traduit la volonté de l'exécutif d'équilibrer les efforts de recherche entre le nucléaire et les énergies renouvelables, selon la règle affichée du « un euro pour le nucléaire, […] un euro pour la recherche sur les énergies renouvelables ».
En 2016, Reuters établit un classement mondial des « organismes de recherche en termes d'innovation » et classe le CEA en première position, du fait de ses réalisations en termes de transfert technologique,, notamment de par de la taille de son portefeuille de brevets, du nombre de collaborations avec l'industrie et de celui de la création de start-up. Trois autres centres de recherche français y sont primés: le CNRS (5e), l'INSERM (10e) et l'Institut Pasteur (17e).
En juin 2019, le CEA inaugure le supercalculateur Joliot-Curie, fabriqué par Atos, d'une puissance de 9,4 petaflops. En août de la même année, le projet de réacteur de quatrième génération Astrid est abandonné, justifié par la ministre de la Transition écologique Élisabeth Borne par une nouvelle priorisation des études portant sur les EPR. En septembre, le projet NUWARD portant sur les petits réacteurs modulaires est lancé.
En 2023, les chercheurs Anne L'Huillier et Pierre Agostini obtiennent le prix Nobel de physique pour leurs travaux conduis au centre de Saclay sur les impulsions lasers.

## Gouvernance

### Hauts-commissaires
Le haut-commissaire à l'Énergie atomique (HCEA) n'est pas membre du CEA, ; nommé en Conseil des ministres, il a pour rôle de conseiller l'administrateur général du CEA ainsi que le président de la République et les membres du gouvernement français sur les questions relatives au nucléaire et au CEA. Soustrait à toute tutelle hiérarchique au sein du CEA, il fournit un regard extérieur, exclusivement sur les aspects scientifiques, mais indépendant du CEA proprement dit. La liste des hauts-commissaires est la suivante :
| Haut-commissaire  | Haut-commissaire      | Période   | Décret de nomination | Décret de nomination | Président de la République |
| ----------------- | --------------------- | --------- | -------------------- | -------------------- | -------------------------- |
|                   | Frédéric Joliot-Curie | 1946-1951 | 3 janvier 1946       | [ H 1 ]              | Charles de Gaulle          |
|                   | Francis Perrin        | 1951-1970 | 19 avril 1951        | [ H 2 ]              | Vincent Auriol             |
| 18 avril 1956     | Francis Perrin        | 1951-1970 | [ H 3 ]              | René Coty            |                            |
| 18 avril 1961     | Francis Perrin        | 1951-1970 | [ H 4 ]              | Charles de Gaulle    |                            |
| 20 avril 1966     | Francis Perrin        | 1951-1970 | [ H 5 ]              | Charles de Gaulle    |                            |
|                   | Jacques Yvon          | 1970-1975 | 29 septembre 1970    | [ H 6 ]              | Georges Pompidou           |
|                   | Jean Teillac          | 1975-1993 | 10 octobre 1975      | [ H 7 ]              | Valéry Giscard d'Estaing   |
| 16 octobre 1978   | Jean Teillac          | 1975-1993 | [ H 8 ]              |                      | Valéry Giscard d'Estaing   |
| 16 octobre 1981   | Jean Teillac          | 1975-1993 | [ H 9 ]              | François Mitterrand  |                            |
| 26 septembre 1984 | Jean Teillac          | 1975-1993 | [ H 10 ]             | François Mitterrand  |                            |
| 24 septembre 1987 | Jean Teillac          | 1975-1993 | [ H 11 ]             | François Mitterrand  |                            |
| 20 septembre 1990 | Jean Teillac          | 1975-1993 | [ H 12 ]             | François Mitterrand  |                            |
|                   | Robert Dautray        | 1993-1998 | 5 octobre 1993       | François Mitterrand  | [ H 13 ]                   |
| 3 octobre 1996    | Robert Dautray        | 1993-1998 | [ H 14 ]             | Jacques Chirac       |                            |
|                   | René Pellat           | 1998-2003 | 25 mars 1998         | Jacques Chirac       | [ H 15 ]                   |
| 27 juillet 2000   | René Pellat           | 1998-2003 | [ H 16 ]             | Jacques Chirac       |                            |
|                   | Bernard Bigot         | 2003-2009 | 1er août 2003        | Jacques Chirac       | [ H 17 ]                   |
| 28 juillet 2006   | Bernard Bigot         | 2003-2009 | [ H 18 ]             | Jacques Chirac       |                            |
|                   | Catherine Cesarsky    | 2009-2012 | 23 avril 2009        | [ H 19 ]             | Nicolas Sarkozy            |
|                   | Yves Bréchet          | 2012-2018 | 20 septembre 2012    | [ H 20 ]             | François Hollande          |
| 24 septembre 2015 | Yves Bréchet          | 2012-2018 | [ H 21 ]             |                      | François Hollande          |
|                   | Patrick Landais       | 2019-2023 | 30 janvier 2019      | [ H 22 ]             | Emmanuel Macron            |
|                   | Vincent Berger        | 2023-     | 13 septembre 2023    | [ H 23 ]             | Emmanuel Macron            |

### Administrateurs généraux
- Raoul Dautry (1945-1951), polytechnicien, nommé par Charles de Gaulle ;
- Pierre Guillaumat (1951-1958), ingénieur général des mines, nommé par René Pleven ;
- Pierre Couture (1958-1963), ingénieur général des mines, nommé par Charles de Gaulle ;
- Robert Hirsch (1963-1970), préfet, nommé par Charles de Gaulle ;
- André Giraud (1970-1978), ingénieur général des mines, nommé par Georges Pompidou ;
- Michel Pecqueur (1978-1983), ingénieur général des mines, nommé par Valéry Giscard d'Estaing ;
- Gérard Renon (1983-1986), ingénieur général des mines ,nommé par François Mitterrand ;
- Jean-Pierre Capron (1986-1989), ingénieur général des mines, nommé par François Mitterrand[30] ;
- Philippe Rouvillois (1989-1995), inspecteur général des finances, nommé par François Mitterrand[31] ;
- Yannick d'Escatha (1995-1999), ingénieur général des mines, nommé par Jacques Chirac ;
- Pascal Colombani (2000-2002), professeur des universités, docteur en physique nucléaire, nommé par Jacques Chirac[32] ;
- Alain Bugat (2003-2009), polytechnicien et ancien PDG de Technicatome, ingénieur général de l'armement, nommé par Jacques Chirac[33] ;
- Bernard Bigot (2009-2014), professeur des universités, nommé par Nicolas Sarkozy [34],[35] ;
- Daniel Verwaerde (2015-2018), ingénieur (École centrale Paris), directeur au sein du CEA, nommé par François Hollande[36] ;
- François Jacq (2018-2025), ingénieur général des mines, nommé par Emmanuel Macron[37].
- Anne-Isabelle Etienvre (2025-), docteur en physique des particules, nommé Emmanuel Macron[38].

### Comité de l'Énergie atomique
Le décret no 2016-311 du 17 mars 2016 définit comme suit les attributions du comité de l’Énergie atomique :

« Le comité de l'Énergie atomique exerce les attributions définies au dernier alinéa de l'article L. 332-2 du code de la recherche. En outre, il examine toutes questions relatives au CEA à la demande du conseil d'administration, de l'administrateur général ou du haut-commissaire à l'Énergie atomique. […] Il se réunit une fois par an pour traiter des activités de défense et au moins une fois par an pour débattre des activités civiles. Le comité est présidé par le Premier ministre ou, lorsqu'il traite des programmes militaires, par le ministre de la Défense qui reçoit délégation à cet effet.
Il comprend en outre les membres suivants :
1. L'administrateur général ;
2. Le haut-commissaire à l'Énergie atomique ;
3. Le chef d'état-major des armées ;
4. Le délégué général pour l'Armement ;
5. Le directeur général de l'Énergie et du Climat ;
6. Le directeur général de la Recherche et de l'Innovation ;
7. Le directeur général des Entreprises ;
8. Le directeur du Budget ;
9. Le délégué à la Sûreté nucléaire et à la Radioprotection pour les installations et activités intéressant la Défense ;
10. Le secrétaire général pour l'Administration du ministère de la Défense ;
11. Le secrétaire général du ministère des Affaires étrangères.

Le président peut appeler à participer aux séances toute personne dont il juge la présence utile aux débats.
L'administrateur général adjoint assiste aux réunions du comité de l'Énergie atomique.
Le chef de la mission de contrôle mentionnée à l'article 13 participe aux réunions du comité avec voix consultative.
Le président de l'Autorité de sûreté nucléaire a accès en tant que de besoin aux réunions du comité, lorsqu'il l'estime utile pour compléter l'information nécessaire à l'exercice de ses missions. Le comité peut demander à entendre le président de l'Autorité de sûreté nucléaire. »

### Conseil scientifique
Le conseil scientifique (anciennement comité de l'Énergie atomique)[réf. nécessaire], dont la composition est fixée par voie réglementaire, arrête le programme de recherche, de fabrication et de travaux du Commissariat à l'énergie atomique et aux énergies alternatives,. Il est composé d'un président, le haut-commissaire à l’Énergie atomique, de personnalités extérieures, de membres du CEA et de représentants du personnel.

### Visiting committee
Le Visiting comittee est constitué d’experts, internationalement reconnus et provenant de diverses universités, aussi bien françaises qu'étrangères, est chargé de fournir un point de vue sur les stratégies et les orientations de la recherche du CEA.

## Le CEA en chiffres

### En quelques chiffres
- Neuf centres de recherche
- Cinquante-deux unités mixtes de recherche (UMR)
- Cinquante-cinq accords cadres avec les universités et écoles
- Plus de 725 dépôts de brevets prioritaires
- Vingt-six Équipex (équipements d'excellence)
- Seize Labex (laboratoires d'excellence)
- Près de 150 start-up depuis 1984 dans le secteur des technologies innovantes
- Plus de 530 projets européens obtenus avec la participation du CEA dans le cadre du 7e PCRD depuis 2007
- Trente-et-un pôles de compétitivité auxquels participe le CEA dont 11 mondiaux ou à vocation mondiale
- Quatre mille cocottes minutes ont été demandées par le CEA en 2013 pour le transport de matériaux sensibles [42],[43],[44],[45]
- Le CEA est actionnaire d’Orano (ex-Areva), à hauteur de 4,8 %.
- Le CEA est également actionnaire de :
  - CEA Investissement, société spécialisée dans l'investissement en capital de pré-amorçage, laquelle est notamment actionnaire d'Avenium Consulting, société spécialisée dans la commercialisation de licences ;
  - co-courtage nucléaire, société spécialisée dans le courtage d'assurances spécifiques au domaine du nucléaire.

### Données financières et force de travail
|             |            | 2012   | 2013   | 2014   | 2015   | 2016   | 2017   | 2018   | 2019   | 2020   | 2021   | 2022   | 2023   |
| ----------- | ---------- | ------ | ------ | ------ | ------ | ------ | ------ | ------ | ------ | ------ | ------ | ------ | ------ |
| Budget (M€) | Civil      | 2 583  | 2 636  | 2 668  | 2 357  | 2 307  | 3 079  | 3 325  | 2 975  | 2 835  | 3 068  | 3 182  | 3 383  |
| Budget (M€) | Militaire  | 1 721  | 1 723  | 1 751  | 1 757  | 1 830  | 1 927  | 1 950  | 1 993  | 2 215  | 2 483  | 2 651  | 2 688  |
| Budget (M€) | Total      | 4 304  | 4 349  | 4 419  | 4 114  | 4 137  | 5 006  | 5 275  | 4 968  | 5 050  | 5 551  | 5 833  | 6 071  |
| Effectifs   | Civils     | 11 231 | 11 300 | 11 326 | 11 343 | 11 303 | 11 265 | 11 212 | 11 269 | 11 363 | 11 470 | 11 546 | 11 731 |
| Effectifs   | Militaires | 4 648  | 4 570  | 4 444  | 4 358  | 4 320  | 4 357  | 4 409  | 4 502  | 4 552  | 4 608  | 4 734  | 4 802  |
| Effectifs   | Total      | 15 879 | 15 870 | 15 770 | 15 701 | 15 623 | 15 622 | 15 621 | 15 711 | 15 915 | 16 078 | 16 279 | 16 534 |

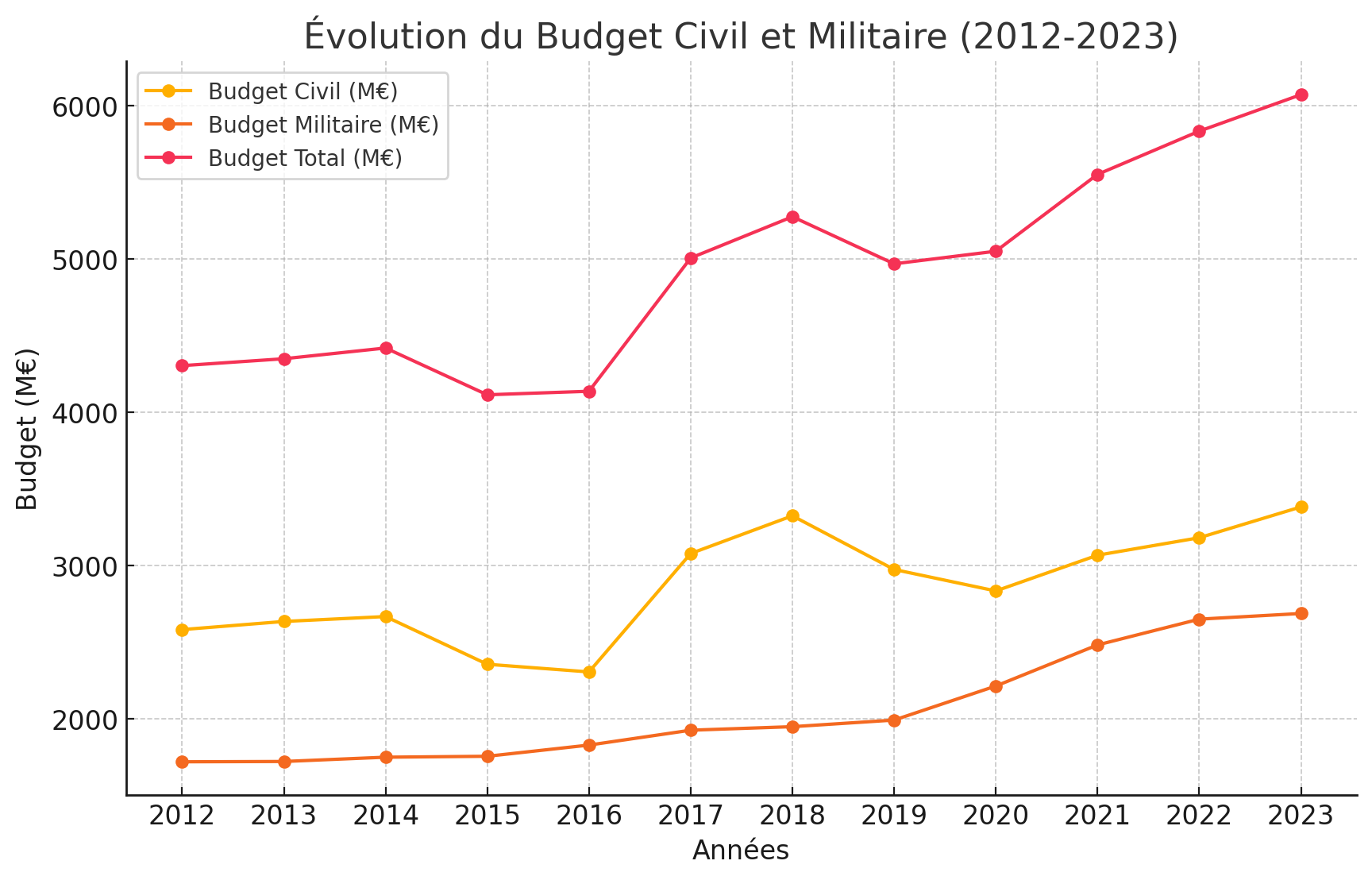
Évolution du budget civil et militaire du CEA.

## Centres de recherche

### Applications civiles
| \| Grenoble Marcoule Cadarache Razès Le Ripault Gramat Le Barp Valduc Moronvilliers Miramas Malvési Pierrelatte Légende · Militaire · Civil \| Localisation des sites |
| Grenoble Marcoule Cadarache Razès Le Ripault Gramat Le Barp Valduc Moronvilliers Miramas Malvési Pierrelatte Légende · Militaire · Civil                              |

- Fontenay-aux-Roses (Hauts-de-Seine) : depuis 1946, recherches en sciences du vivant, rattaché au centre de Saclay en 2017.
- Saclay (Essonne) : depuis 1952, recherches sur l'énergie nucléaire, recherche fondamentale (en particulier, astrophysique, astro-particules, physique des particules élémentaires, physique nucléaire – IRFU), sur les rayonnements (IRAMIS), INSTN, recherches sur les systèmes numériques intelligents, recherches en robotique.
- Marcoule (Gard) : depuis 1955, recherches sur le cycle du combustible nucléaire et la gestion des déchets radioactifs (ISEC). En 1976, une partie importante des installations est transférée à la Cogema.
- Grenoble (Isère) : depuis 1956, recherches en microélectronique (LETI), matériaux et nouvelles technologies de l'énergie (LITEN), recherche fondamentale en physique, biologie et chimie, en particulier nano-sciences, cryogénie (INAC), partenariat avec le centre Minatec en micro et nanotechnologies ainsi qu'avec Clinatec en micro et nanotechnologies au service de la santé.
- Cadarache (Bouches-du-Rhône) : depuis 1959, recherches sur l'énergie nucléaire, fission (IRESNE) et fusion (IRFM), biologie (BIAM), site d'implantation d'ITER.
- Razès (Haute-Vienne) : de 1955 à 1976, et sa cession à la Cogema, le Centre international d’enseignement en prospection et valorisation des minerais radioactifs industriels (CIPRA) et fermé 1987.

### Direction des applications militaires
| \| Fontenay-aux-Roses Saclay Bruyères-le-Châtel Villacoublay Vaujours Limeil Le Bouchet Itteville \| Localisation des sites en Île-de-France |
| Fontenay-aux-Roses Saclay Bruyères-le-Châtel Villacoublay Vaujours Limeil Le Bouchet Itteville                                               |

- Bruyères-le-Châtel – B3 (Essonne) : depuis 1955, programme simulation, études amont de physique des armes, surveillance de l'environnement (notamment sismique) dans le cadre du traité international d'interdiction des essais nucléaires. Jusqu'en 1995 le centre était aussi responsable de la préparation d'engins expérimentaux pour les essais nucléaires au CEP.
- Valduc (commune de Salives, Côte-d'Or) : depuis 1957, études de neutronique et de criticité, production de sous-ensembles.
- Le Ripault (commune de Monts, Indre-et-Loire) : depuis 1961, études sur matériaux non nucléaires (explosifs chimiques, matériaux spéciaux).
- Le Barp (Gironde) : depuis 1965, le Centre d'études scientifiques et techniques d'Aquitaine (CESTA) est voué à l'architecture industrielle des armes ainsi qu'aux lasers de puissance. Possède également une annexe à Saugnacq-et-Muret.
- Gramat (Lot) : depuis 2010, ex-centre de la DGA, centre de référence pour l'évaluation de la vulnérabilité des systèmes d'armes aux effets des armes nucléaires et conventionnelles[56].
- Vaujours (Seine-Saint-Denis) : de 1955 à 1997, le fort de Vaujours abritait un centre de recherche de la DAM spécialisé en détonique (avec essais réels) et engins ainsi qu'en simulation.
- Moronvilliers (commune de Pontfaverger-Moronvilliers, Marne) : de 1957 à 2014, le Polygone d'essais est rattaché au centre Vaujours, puis à celui de Bruyères-le-Châtel après 1997. Radiographie d’expériences de détonique (phase froide, c’est-à-dire non nucléaire), par la machine de radiographie flash Airix dont il n'existe qu'un seul autre exemplaire dans le monde : le DARHT situé à Los Alamos, États-Unis. Le centre est aujourd’hui fermé. À partir de 2010 les équipements transférés à Valduc, et les infrastructures de ce centre sont en cours de démolition.
- Limeil-Brévannes (Val-de-Marne) : de 1959 à 1999, le fort de Limeil abritait un centre de recherche théorique sur les engins H.
- Villacoublay (Yvelines) : de 1964 à 1993, centre de la Direction des centres d'expérimentations nucléaires (DIRCEN) organisme « mixte » Armées-CEA, ensuite transféré à Montlhéry jusqu'en 1997.

### Autres sites

Bâtiment Le Ponant à Paris, siège social du CEA

- Immeuble Le Ponant, à Paris, dans le  15e arrondissement : siège social depuis 2003
  - De 1945 à 1948, le siège était installé à Paris au 41, avenue Foch (16e arrondissement)
  - De 1948 à 1963, le siège fut transféré à l'Hôtel de Clermont au 69, rue de Varenne (7e arrondissement) ;
  - De 1963 à 2003, le siège a été un immeuble au 31-35, rue de la Fédération (15e arrondissement) et qui est devenu, après le départ du CEA et des travaux d'infrastructures divers pendant près de deux ans, le Carré Suffren, siège de sociétés.
- Genopole (commune d'Évry, Essonne) : depuis 2007, accueille sur le technopole les laboratoires du Centre national de génotypage et Genoscope rattachés à Institut de Biologie François Jacob.
- Centre d'étude du Bouchet (commune de Vert-le-Petit, Essonne) : de 1946 à 1971, usine de traitement et de raffinage de l'uranium. Possédait également une annexe à Itteville.
- Usine Orano Malvési (commune de Narbonne, Aude) : de 1958 à 1971 et sa cession à la Comurhex, usine de raffinage de l'uranium.
- Pierrelatte (site du Tricastin, Drôme) : de 1960 à 1978 et sa cession à la Cogema, usine d'enrichissement de l'uranium à des fins militaires.
- Centre nucléaire de Miramas (Bouches-du-Rhône) : de 1962 à 1976 et sa cession à la Cogema, usine de fabrication d'isotopes légers du lithium et du bore.
- Māhina (Polynésie) : de 1963 à 1975[57],[58], centre technique associé au centre d’expérimentation du Pacifique puis le LESE rattaché à l'IPSN en 1993.

## Exemples d'activités
Acteur majeur de la recherche, du développement et de l'innovation, le commissariat à l'Énergie atomique et aux Énergies alternatives intervient dans quatre grands domaines : les énergies bas carbone (nucléaire et renouvelables), les technologies pour l’information et les technologies pour la santé, les Très grandes infrastructures de recherche (TGIR), la défense et la sécurité globale. Pour chacun de ces quatre grands domaines, le CEA s’appuie sur une recherche fondamentale d’excellence et assure un rôle de soutien à l’industrie. Son nouveau logo (2012) reflète d'ailleurs ceci avec la mention « De la recherche à l'industrie ».

### Participation aux pôles de compétitivité
Le CEA est impliqué dans :
- cinq des six pôles de compétitivité mondiaux (mais il ne participe pas au pôle transactions électroniques sécurisées) ;
- un pôle à vocation mondiale ;
- huit pôles à vocation nationale et régionale.

Par ailleurs, le commissariat à l'Énergie atomique et aux Énergies alternatives est signataire du Pacte PME.

### Ingénierie informatique
Le CEA a une activité importante d'ingénierie informatique pour la gestion des ressources numériques. Il s'agit d'une activité traditionnelle (CISI) destinée à fournir la puissance de calcul nécessaire aux études et recherches. La DAM dispose du centre de calcul le plus puissant d'Europe en 2011.
Le CEA archive les projets réalisés sous forme numérique. Cette capitalisation des connaissances (on parle plutôt maintenant de gestion des connaissances) a pour objectif une réutilisation de l'expérience acquise, sur les différentes filières de réacteurs nucléaires (réacteurs à neutrons rapides...).
Le CEA participe à l'association Aristote sur les technologies de l'information et de la communication, avec la Bibliothèque nationale de France, le Centre Européen de Recherche et de Formation Avancée pour le Calcul Scientifique, le Centre Informatique National de l'Enseignement Supérieur CINES, le Centre de coopération internationale en recherche agronomique pour le développement CIRAD, le CNES, EDF R&D, l'École polytechnique, l'IFP, l'IFREMER, l'INRETS, l'Inria, l'INSERM, Météo-France, l'ONERA et Telecom Management Paris Sud, ex. Institut National des Télécommunications (Evry) L’adhésion de l’INT couvre également l’ENIC (Lille).
Le CEA participe avec le CNES et la Bibliothèque nationale de France à des réflexions sur la pérennisation et la communication de l'information numérique (voir OAIS).

### Recherche«post-Fukushima»sur la sûreté nucléaire
À la suite de la catastrophe de Fukushima, et dans le cadre du Plan d’action de l’AIEA sur la sûreté nucléaire et de la conférence ministérielle post-Fukushima de l’AIEA (décembre 2012), le CEA a inclus dans son programme de recherche sur la sûreté des réacteurs des thèmes liés aux retours d'expérience des accidents successifs de Fukushima et du nouveau Guide de sûreté de l'AIEA publié en 2012.
En 2012, les programmes de recherches du CEA dans ce domaine ciblent :
- une meilleure évaluation de l'aléa sismique et de ses conséquences[64] ;
- le comportement du combustible en situation d'accident[64] ;
- la compréhension et modélisation des déflagrations et détonation d'hydrogène et les moyens de prévenir ce risque[64] ;
- les moyens de refroidir un corium et de stopper sa progression « en cuve et hors cuve réduisant ainsi le risque de percement du radier »[64] ;
- le comportement des produits de fission de l'UO2 et du MOX selon leur volatilité[64].

### Fonds d'investissement
Depuis 1999, le CEA dispose de sa propre filiale d'investissement pour accompagner des sociétés de technologie à différents stades de développement (amorçage, capital-risque).
En 2017, le CEA s'associe au gestionnaire d'actifs Amundi en créant « Supernova Invest », dont le but est de favoriser la croissance de start-ups proposant des technologies disruptives.
En novembre 2020, le programme de création et d'accompagnement de start-up Magellan est créé. Le CEA espère ainsi faire éclore 10 à 15 start-up par an dont deux licornes, des startup valorisées à plus d'un milliard de dollars, d'ici 2030,.

### Activité de lobbying
Le CEA est inscrit comme représentant d'intérêts auprès de l'Assemblée nationale. Il déclare à ce titre en 2012 un budget global de 4 300 millions d'euros, dont 3 440 millions d'euros de financement public, et indique que les coûts annuels liés aux activités directes de représentation d'intérêts auprès du Parlement sont compris entre 150 000 et 200 000 euros.
Le CEA est inscrit depuis 2011 au registre de transparence des représentants d'intérêts auprès de la Commission européenne. Il déclare, en 2015, pour cette activité, cinquante collaborateurs à temps plein et des dépenses d'un montant compris entre 100 000 et 200 000 euros.

## Projet de loi de finances pour 2019: Environnement
Le Commissariat à l'énergie atomique et aux énergies alternatives (CEA) est un établissement public industriel et commercial placé sous la tutelle conjointe des ministres chargés de la recherche, de l'énergie, de l'industrie et de la défense. En matière de recherche, l'établissement mène des travaux dans le domaine du nucléaire et des nouvelles technologies de l'énergie.
Le programme budgétaire 190 contribue à la recherche sur la transition écologique et énergétique en finançant des actions dans le domaine de l'énergie, mais aussi de la lutte contre le changement climatique, de la sûreté nucléaire et des transports)
Au titre du programme 190, le CEA doit recevoir 1 223,9 millions d'euros de subventions pour charges de service public en 2019, ce qui en fait le principal bénéficiaire du programme. Ces crédits sont en légère hausse par rapport à 2018 (7,8 millions d'euros, soit + 0,6 %).
Le CEA est rattaché à titre principal au programme 172 « Recherches scientifiques et technologiques pluridisciplinaires », qui prévoit 490,3 millions d'euros de subventions pour charges de service public.
Il reçoit également des subventions au titre des programmes 191 « Recherche duale (civile et militaire) », pour 29,3 millions d'euros, et 212 « Soutien de la politique de la défense » de la mission « Défense », pour 8 millions d'euros.
Au total, le CEA recevra 1 751,6 millions d'euros au titre de ses différents programmes en 2019, soit  une hausse de 0,5 % par rapport à 2018.
Le plafond d'emplois proposé au PLF pour 2019 est de 18 305 ETPT, soit une hausse, de 180 emplois par rapport au plafond de 2018.
Le budget total du CEA, en incluant les contrats et la subvention du ministère des armées, est d'environ 5 milliards d'euros par an.